# Mecánica popular para niños
Mecánica popular para niños fue un programa de televisión infantil canadiense basada en la revista Popular Mechanics. Fue notable por comenzar las carreras de Elisha Cuthbert, Jay Baruchel y Tyler Kyte. El propósito del programa era enseñar a los niños el funcionamiento de distintas cosas. Recibió el Premio Parents Choice en 2003 y fue nominado para los Premios Gemini.

## Historia
La serie se emitió en Global TV desde 1997 hasta 2001. la primera temporada de episodios se emitió desde septiembre de 1997 hasta julio de 1999. la segunda temporada de episodios se emitió desde septiembre de 1998 hasta julio de 2000. la tercera temporada de episodios se emitió desde septiembre de 1999 hasta julio de 2002 y la cuarta temporada de episodios se emitió desde enero de 2001 hasta julio de 2003 y las repeticiones del programa continuaron transmitiéndose en muchos canales hasta 2008. Se puso a prueba en BBC Kids y Discovery Kids hasta el 31 de diciembre de 2009. Después del cierre de Discovery Kids Canada, BBC Kids dejó de emitir repeticiones en todos los países, excepto Canadá. Las repeticiones de BBC Kids en Canadá finalizaron el 14 de mayo de 2011. A partir de 2013, las repeticiones del programa continúan al aire en Knowledge Network. Junto con Cuthbert y Baruchel, el elenco incluyó a Charles Powell, apodado "Charlie" para la serie, Tyler Kyte (quien se unió al programa con Jay en la segunda serie), y finalmente Vanessa Lengies.
Fue emitido entre 1997 y 2001 en el canal Global. En los comienzos, Elisha Cuthbert y Jay Baruchel se encargaban de presentarlo; pero Jay fue sustituido por Tyler Kyte después de la primera temporada. Más tarde se incorporó Vanessa Lengies. También intervino Charles Powell como Charlie. Había además, una sección de dibujos animados llamada Nix & Tix, donde se mostraba brevemente cómo funciona algún elemento relacionado con la temática del programa y de muchas cosas más.
El programa también se emitió en Discovery Kids, Television Nacional de El Salvador y en BBC Kids. Se grabó en Montreal y ha sido distribuido en VHS y DVD por Koch Vision.
El programa fue filmado principalmente en Montreal, Quebec, y actualmente es distribuido en VHS / DVD por Koch Vision.
El programa fue producido por Global TV Network y Shaw Media en Canadá, Hearst Entertainment en EE. UU. Y finalmente "TVA International" en Canadá para los últimos episodios en 2001.

### Resumen del episodio
El espectáculo comienza con una descripción general del episodio. Los anfitriones (Elisha, Tyler, Jay y luego Vanessa) comienzan sus aventuras en el espectáculo (parque de atracciones, snowboard, surf, visitando un museo de ciencias, etc.) A lo largo de las aventuras, se muestran segmentos cortos y educativos.
En el segmento "Experimento / Consejo de Charlie", el anfitrión Charlie, y algunas veces los otros anfitriones, demuestran un experimento. A veces responde preguntas frecuentes sobre temas relacionados con la ciencia. Al comienzo de la temporada 3, uno de los anfitriones (generalmente Vanessa) se embarcaría en una tercera aventura. Luego, el programa llega a su fin, con los coanfitriones diciendo "¡Nos vemos la próxima semana!".
Hay 4 videos de VHS llamados ¿Cómo se construyen? y fueron recibidos por un niño llamado Mike y un hombre en miniatura llamado Pop.

### Elenco
- Elisha Cuthbert
- Jay Baruchel
- Tyler Kyte
- Vanessa Lengies
- Charles Powell[2]

### Segmentos
- Maniaco
- Herramienta genial
- Experimento / Consejo de Charlie
- Mechanix con Nix y Tix, más tarde conocido como solo Nix y Tix
- ¡Acción!
- Próximamente en PMK
- Rebobinar
- Avance rápido
- Fábrica
- Bajo el capó
- Gear Gutz
- Chispas
- Error del sistema[1]

### DVD
Koch Vision y E1 Entertainment han lanzado varias copias de VHS (y más tarde, DVD).
- Slither and Slime and Other Yucky Things
- Cohetes radicales y otras máquinas de crucero frescas
- Rip Roaring Roller Coasters y todo el acceso a la diversión
- Gators, dragones y otras bestias salvajes
- Súper criaturas marinas e increíbles aventuras oceánicas
- Rayo y otras fuerzas de la naturaleza
- X-Treme Rides
- Montañas rusas
- Bomberos y otros héroes que salvan vidas
- Zoológicos
- Basura
- Mecánica popular para niños: 4 DVD Box Set
- Mecánica popular para niños: 6 DVD Box Set
- Mecánica popular para niños: la primera temporada completa
- Cómo construyen puentes
- Cómo construyen rascacielos
- ¿Cómo construyen túneles
- ¿Cómo construyen naves espaciales [1]